# Cantón de Captieux
El cantón de Captieux era una división administrativa francesa, que estaba situada en el departamento de Gironda y la región de Aquitania.

## Composición
El cantón estaba formado por seis comunas:
- Captieux
- Escaudes
- Giscos
- Goualade
- Lartigue
- Saint-Michel-de-Castelnau

## Supresión del cantón de Captieux
En aplicación del Decreto nº 2014-192 de 20 de febrero de 2014, el cantón de Captieux fue suprimido el 22 de marzo de 2015 y sus 6 comunas pasaron a formar parte del nuevo cantón de Sur de Gironda.